# Molophilus monoctenus
Molophilus monoctenus är en tvåvingeart som beskrevs av Alexander 1951. Molophilus monoctenus ingår i släktet Molophilus och familjen småharkrankar. Inga underarter finns listade i Catalogue of Life.